# Michał Karnowski

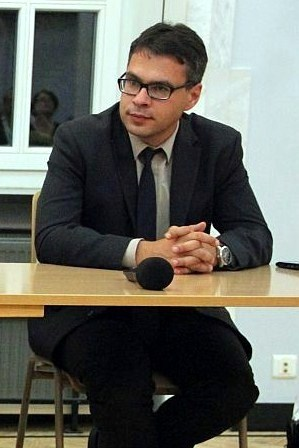
Michał Karnowski, 2014

Michał Karnowski (* 3. September 1976 in Koszalin, Polen) ist ein polnischer Journalist und Publizist.

## Leben
Karnowski wuchs in Olsztyn auf. Er studierte Soziologie und Journalismus an der Universität Warschau. Zunächst arbeitete er bei regionalen Medien, danach bekam er eine Sendung bei den staatlichen Sendern TVP2 sowie Polskie Radio 3 und veröffentlichte in Newsweek Polska, Dziennik und Polska The Times. 2010 gründete er die Internetplattform wPolityce.pl und war seit 2011 Redakteure bei Uważam Rze. Seit 2012 gibt er mit seinem Zwillingsbruder Jacek Karnowski die Wochenzeitschrift Sieci heraus. Zudem leitet er seit 2012 die politische Sendung Salon dziennikarski, die im Wochenrhythmus zunächst bei Radio Warszawa, Telewizja Republika und TVP Info ausgestrahlt wurde und seit 2023 auf wPolsce24 zu sehen ist. Karnowski gilt wie sein Zwillingsbruder als PiS-treu. Als Gegenspieler unter den nationalkonservativen Chefredakteuren in Polen wird Tomasz Sakiewicz angesehen.

## Bücher
- Alfabet Rokity (2004), (Co-Autor: Piotr Zaremba), Interview mit Jan Maria Rokita, Krakau: "M" - Warschau: Edipresse Polska 2004.
- O dwóch takich... Alfabet braci Kaczyńskich, Kraków: Wydawnictwo M 2006 (Co-Autor: Piotr Zaremba), Interview mit Lech Kaczyński und Jarosław Kaczyński.
- Marcinkiewicz. Kulisy władzy, Warschau: Prószyński i S-ka 2007 (Co-Autor: Piotr Zaremba), Interview mit Kazimierz Marcinkiewicz.
- Anatomia władzy, Warschau: Wydawnictwo Czerwone i Czarne, 2010 (Co-Autor: Eryk Mistewicz)
- Lech Kaczyński - portret, zebrał i opracował Michał Karnowski, Krakau: Wydawnictwo M. 2010.
- Niepokorny, Warschau 2012 (Co-Autor: Piotr Zaremba) Interview mit Bronisław Wildstein